# Praticabile
Il praticabile in teatro è una piattaforma su cui possono salire e muoversi gli attori e i tecnici, in quanto resistente al peso di almeno una persona.

## Caratteristiche
Può assumere diverse forme a seconda delle esigenze sceniche: scala, scivolo, ponte, masso, ripiano; in pratica  si definisce praticabile ogni elemento scenico calpestabile utilizzato per creare diversi livelli rispetto al piano di palcoscenico.
Il praticabile regolare si compone di una gabbia (o castello) di supporto, composta da cavalle e americane unite tra loro, e di un piano di tavole d'abete o multistrato di spessore non inferiore ai 2 cm, generalmente lungo 2 m. e largo 1 m., detto tavolone; le dimensioni sono comunque variabili.
La cavalla è un elemento di sostegno, non autoportante, che va incastrata in due americane laterali e bloccata ruotando un perno detto nottola. La nottola, generalmente è in faggio, un legno più duro dell'abete, resistente all'usura del tempo.
Le americane, oltre a sostenere le cavalle, hanno anche la funzione di squadro.
Cavalle, americane e tavolone si smontano così da occupare meno spazio nei trasporti e nei magazzini.
Il praticabile si definisce a cannocchiale quando le cavalle possono scorrere su apposite scanalature delle americane. Può raggiungere i 4,50 m. di altezza.
Ogni teatro generalmente ha in dotazione un numero di praticabili di diverse altezze e misure, componibili e sovrapponibili.
Viene usato sia in palcoscenico a teatro, sia nelle piazze per spettacoli all'aperto, o manifestazioni di varia natura, sia in cinema sui set.